# Logo della Major League Baseball

Il logo della Major League Baseball

Il logo della Major League Baseball è stato progettato da Jerry Dior nel 1968 ed è stato introdotto su tutte le divise da gioco dei dipendenti della Major League Baseball (MLB) a partire dalla stagione 1969 .

## Creazione
Secondo Dior, il logo è stato creato in un solo pomeriggio. Contrariamente a quanto si crede, la sagoma non è stata modellata a partire da Harmon Killebrew , membro della Hall of Fame, o su nessun'altro specifico giocatore , ma è stata disegnata prendendo a modello fotografie di diversi giocatori. La sagoma è stata scelta precisamente per la sua ambiguità: il battitore potrebbe essere sia destro sia mancino e di qualsiasi origine etnica.
Il logo del battitore della MLB è stato commissionato dal Comitato per il centenario della Major League Baseball ed è stato introdotto dal nuovo Commissario del baseball, Bowie Kuhn, per essere usato durante i preparativi e nella celebrazione del centenario del baseball professionistico 1869-1969, tenutosi il 21 luglio 1969 a Washington, DC.

Per molti anni la paternità del logo è stata oggetto di qualche controversia, in quanto due grafici ne rivendicarono la creazione: Jerry Dior , che lavora presso la società di marketing Sandgren & Murtha, e James Sherman, un illustratore di fumetti. Nel novembre 2008, lo scrittore di ESPN Paul Lukas è riuscito a chiarire la questione e la paternità di Dior non è più in dubbio. Dopo aver esaminato attentamente il logo, Sherman ha dichiarato:
Quello non è il mio logo e io ero totalmente all'oscuro della sua esistenza. . . Il logo che ho creato era molto simile, ma io lo progettai nei primi anni '80. Tutto quello che posso dire è che ero così ignorante riguardo allo sport da non essere a conoscenza del logo precedente. Mi sento un totale idiota ora per non averlo saputo. Sono sbalordito.

## Popolarità e influenza
Dal momento della sua adozione, il logo non è stato mai cambiato, ad eccezione di piccole variazioni nelle sfumature del blu e del rosso, e di alcune alterazioni delle singole squadre nella colorazione per abbinarla ai colori dell'uniforme. Sin dal momento della sua adozione, il modello base della sagoma di un atleta (o di un'attrezzatura utilizzata per lo sport) affiancato da bande di colore rosso e blu è stato incorporato anche nei loghi della National Basketball Association (con Jerry West come modello del giocatore), della Minor League Baseball, della Women's National Basketball Association, dell'Arena Football League, della US Figure Skating, dell'Hockey Canada, dell'American Hockey League, del PGA Tour, della National Lacrosse League, della Indy Racing League e della Major League Gaming. È stato anche oggetto di parodia da parte della Major League Eating.
Alan Siegel, che ha supervisionato il logo di Dior, ha deliberatamente basato il design del suo logo NBA su quello della MLB nel 1969 poiché il commissario NBA J. Walter Kennedy voleva una rapporto familiare tra gli sport, presentandoli come tutti appartenenti alla vera cultura americana.
L'interno dei Tampa Bay Rays, Wander Franco, ha il logo MLB tatuato sul collo.